# Plagiotropidesmus convexus
Plagiotropidesmus convexus är en mångfotingart som beskrevs av Filippo Silvestri 1901. Plagiotropidesmus convexus ingår i släktet Plagiotropidesmus och familjen fingerdubbelfotingar. Inga underarter finns listade i Catalogue of Life.